# Vejsil Ćurčić
Vejsil Ćurčić (Sarajevo, 17. kolovoza 1868. – Sarajevo,  1959.) bio je bosanskohercegovački arheolog i etnograf.

## Životopis
Rođen je u Sarajevu 1868. godine na Ćurčića brijegu. U Sarajevu je pohađao mejtef kod Begove džamije, zatim gimnaziju i tehničku školu. Potječe od Ahmed-age Ćurčića, spahije Tilave i Toplika na jugozapadu Sarajeva, za kojega Bašeskija navodi da je umro 1788./1789. Roditelji su mu bili Muhamed-aga Ćurčić, upravitelj Morića-hana u Sarajevu i Almasa Pašagić, poznate ljepotice iz Visokog. Muhamed-aga i Almasa su, pored Vejsila, imali još četvero vlastite djece te dvoje odrasle djece iz prethodnih brakova Muhamed-age.
Bio je oženjen Marijanom Metzger, kćerkom hrvatskog trgovca i vinara iz Hrvatskog zagorja gdje je često boravio, s kojom je imao troje djece. Studirao je pretpovijesnu arheologiju i etnografiju u Beču. Radio je kao kustos Zemaljskog muzeja Bosne i Hercegovine u Sarajevu te kao arheolog i etnograf od 1891. do 1924. godine. Kao asistent bio je dvije godine u Beču od 1905. godine u Dvorskom muzeju i sveučilištu, nakon čega je u Zemaljskom muzeju Bosne i Hercegovine kao kustos upravljao pretpovijesnim odjelom muzeja u Sarajevu.
Istraživao je rudarstvo i lončarstvo brončanog doba u Bosni, pretpovijesne nakite, starinsko oružje i gospodarstvo. Sudjelovao je kod iskopina neolitskog naselja u Butmiru pokraj Sarajeva, tumula na Glasincu, iskopina u Sanskom Mostu i Ripču kod Bihaća, kod Ljubuškog, zatim sojeničko naselje i nekropolu u Donjoj Dolini kod Bosanske Gradiške te brončano naselje Velika Gradina u Varvari na vrelu Rame kod Prozora, lončarstvo u Orubici kod Bosanske Gradiške. Konzervirao je srednjovjekovne tvrđave: Doboj, Blagaj i Maglaj. Kod istraživanja sojenica u Donjoj Dolini na Savi došao je do važnih otkrića koji su pohranjeni u Zemaljskom muzeju Bosne i Hercegovine.
U novoj zgradi Zemaljskog muzeja postavio je prvu izložbu 1913. godine Etnološkog odjela i u botaničkoj bašti postavio zbirku stećaka. Godine 1914. imenovan je za kustosa (pristava) od kada je vodio srednjovjekovni i etnografski odjel, koje je ilustrirao slikama i modelima. 
Obavio je više arheološko-topografskih istraživanja (Bosanski Petrovac i dr.) a posebno se bavio topografijom stećaka. Snimao je srednjovjekovne nekropole nadgrobnih spomenika – stećke. Proučavao je stećke Kulina bana, Vlatka Vlađevića i vojvode Miotoša, te ih dopremio u muzej. Postavio je Etnografsku zbirku i Zbirku stećaka. Sakupljao je etnografsku građu, posebno predmete drvorezbarstva, oružje, nošnju i pribor za privređivanje. Pisao je o predpovijesnom rudarstvu i metalurgiji. Uradio je monografiju o oružju i narodnom ribarstvu na teritoriji Bosne i Hercegovine. Naposljetku, bio je ravnatelj Zemaljskog muzeja Bosne i Hercegovine od 1943. do 1945. godine.
Preminuo je u Sarajevu 1959. godine. 

## Vanjske povezice
- Vejsil Čurčić  Arhivirana inačica izvorne stranice od 2. lipnja 2022. (Wayback Machine)